# Panasonic JE-552U

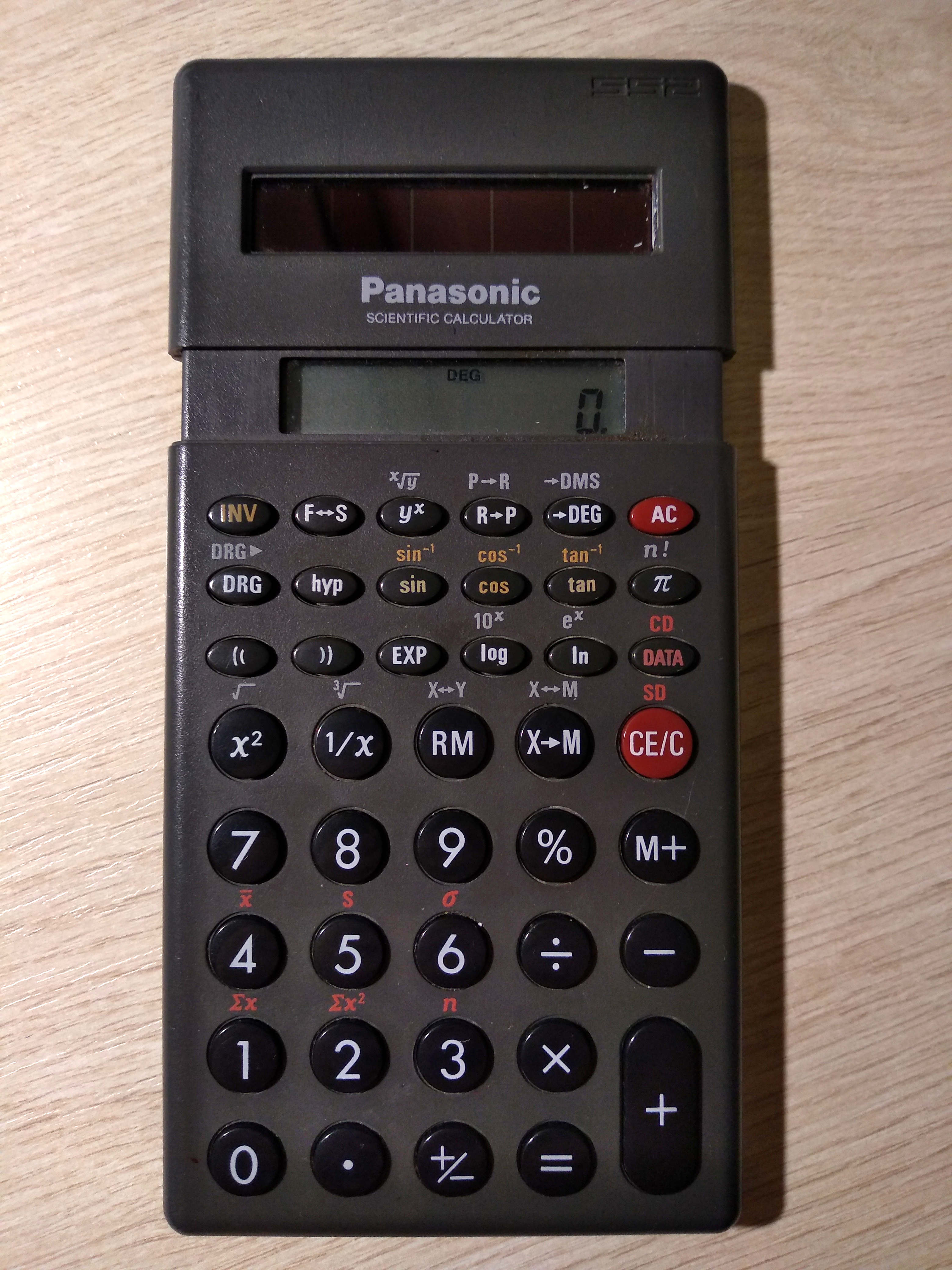
Panasonic JE-552U

Panasonic JE-552U – kalkulator zaprojektowany i produkowany przez firmę Panasonic w latach 1987–1990
. Jego charakterystyczną cechą jest suwak, który rozsuwa i zasuwa się, chroniąc wyświetlacz i panel solarny przed uszkodzeniem, kiedy on nie jest w użyciu. Jedyne jego zasilanie to energia świetlna dochodząca na panel solarny, nie posiada on wbudowanej baterii. Jego wyświetlacz wyświetla 8 liczb i zawiera 70 funkcji.

## Najważniejsze funkcje
- dokładność obliczeń do 11 liczb
- liczba pi
- notacja naukowa
- obliczenia w nawiasach
- pierwiastkowanie
- potęgowanie
- silnia
- statystyka
- zamiana liczb X i Y